# La Joyeuse Fiancée
Pour plus de détails, voir Fiche technique et Distribution.
La Joyeuse Fiancée (The Gay Bride) est un film américain réalisé par Jack Conway, sorti en 1934.

## Fiche technique
- Titre : La Joyeuse Fiancée
- Titre original : The Gay Bride
- Réalisation : Jack Conway
- Scénario : Bella Spewack et Samuel Spewack, d'après l'histoire Repeal de Charles Francis Coe
- Production : John W. Considine Jr.
- Société de production : Metro-Goldwyn-Mayer
- Musique : Jack Virgil et R.H. Bassett (non crédité)
- Photographie : Ray June
- Montage : Frank Sullivan
- Direction artistique : Cedric Gibbons
- Costumes : Dolly Tree
- Pays de production : États-Unis
- Langue : anglais
- Format : Noir et blanc - 1,37:1 - 35 mm - Son : Mono (Western Electric Sound System)
- Genre : Comédie policière
- Durée : 80 minutes
- Date de sortie :
  - États-Unis : 14 décembre 1934

## Distribution
- Carole Lombard : Mary Magiz

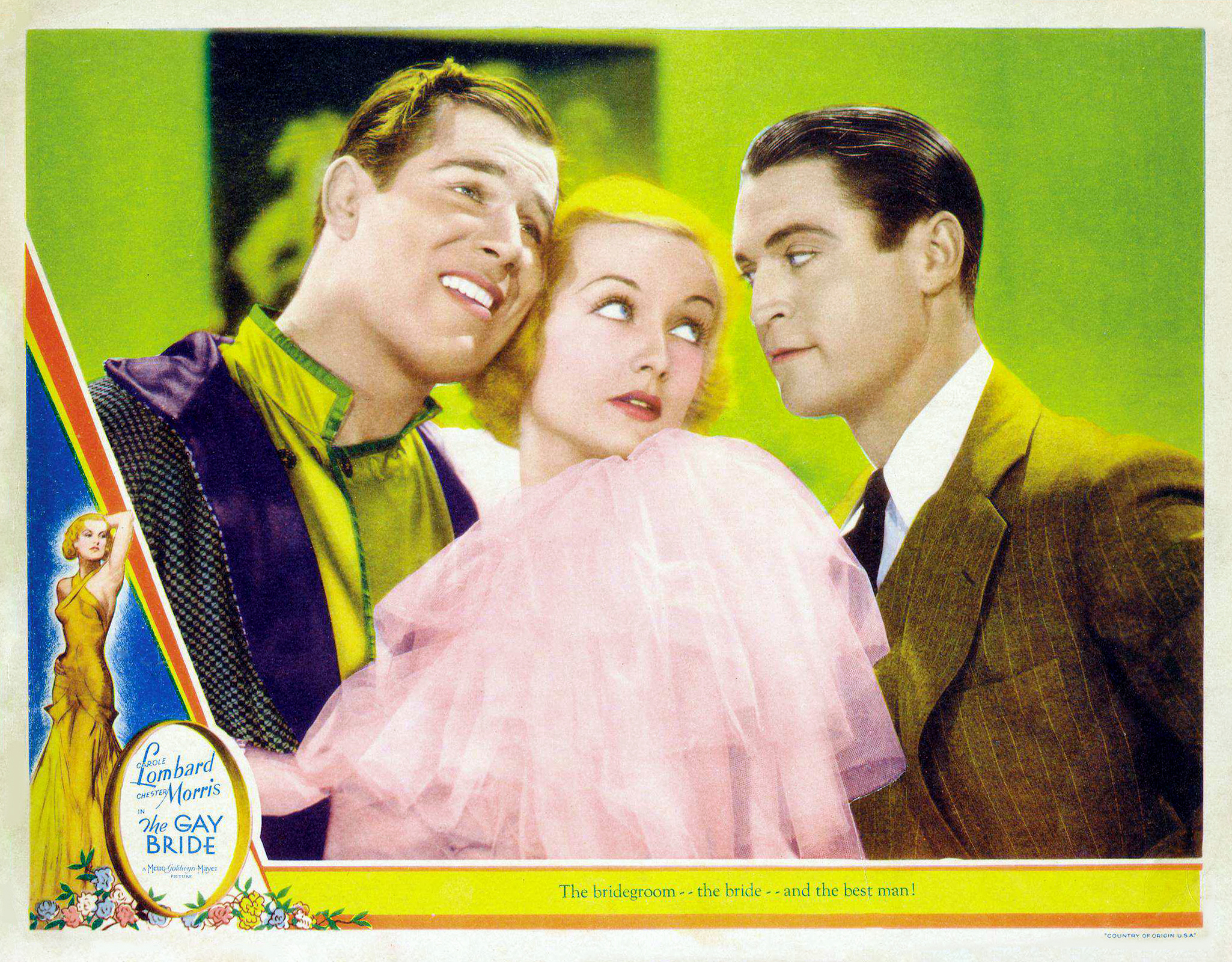
Carole Lombard au centre.

- Chester Morris : Jimmy « Office Boy » Burnham
- Zasu Pitts : Mirabelle
- Leo Carrillo : Mickey « le grec » Mikapopoulis
- Nat Pendleton : William T. « Shoots » Magiz
- Sam Hardy : Daniel J. Dingle
- Walter Walker : MacPherson, l'avocat
- Eddie Anderson : 2e cireur de chaussures (non crédité)